# Gare de Valençay
Gare de Valençay vasútállomás Franciaországban, Valençay településen.

## Vasútvonalak
Az állomást az alábbi vasútvonalak érintik:
- Le Blanc–Argent-sur-Sauldre-vasútvonal

## Kapcsolódó állomások
A vasútállomáshoz az alábbi állomások vannak a legközelebb:
- Gare de Varennes-sur-Fouzon
- Gare de Luçay-le-Mâle